# Dark Angel (Band)
Dark Angel (engl. für Dunkler Engel) ist eine Thrash-Metal-Band aus Los Angeles. 

## Bandgeschichte
1981 gründeten die Schulfreunde Don Doty, Rob Yahn und Jimmy Durkin die Band Shell Shock, änderten den Namen jedoch kurz darauf in Dark Angel. Mit Mike Andrade fand sich ein weiteres Mitglied in der Band ein. Noch vor Veröffentlichung des ersten Demos stieg Mike Andrade wieder aus und wurde durch Jack Schwartz ersetzt. In dieser Besetzung wurden mehrere Demos eingespielt, welche jedoch größtenteils unveröffentlicht blieben. Die Demos erregten die Aufmerksamkeit mehrerer Plattenfirmen. Zunächst wurde mit Merciless Death 1985 eine Single veröffentlicht. Im gleichen Jahr erschien schließlich mit We Have Arrived ihr Debütalbum. 
Jack Schwartz schied dann aus der Band aus und wurde zunächst durch Lee Rauch von Megadeth ersetzt. Dieser blieb nur wenige Monate in der Band. Gene Hoglan übernahm schließlich das vakant gewordene Schlagzeug. Mehrere Nachpressungen des Debütalbums zeigen Hoglan statt Schwartz auf den Bandfotos. Mit Mike Gonzalez stieg ein neuer Bassist ein.
1986 erscheint das Album Darkness Descends. Es gilt noch heute als Meilenstein des Thrash-Metal-Genres. Die Band tourte nach der Veröffentlichung des Albums intensiv, unter anderem mit Motörhead und Megadeth. 1987 musste eine Tour mit Possessed abgebrochen werden, da Don Doty in einen schweren Autounfall verwickelt und nicht versichert war. Nach mehreren Problemen mit dem Sänger, so tauchte er bei manchen Auftritten der Band nicht auf, wurde er gefeuert.
Ron Rinehart übernahm den Gesang auf dem dritten Album Leave Scars, welches 1989 veröffentlicht wurde. Die anschließende „Live Scars“-Tour wurde mitgeschnitten und 1990 unter dem Tourmotto veröffentlicht. Schon auf diesem Livealbum ist der neue Gitarrist Brett Erikson (vorher bei der Band Viking tätig) zu hören. Mit Jimmy Durkin verließ das letzte Originalmitglied die Band.
1991 erscheint das letzte Album der Band mit dem Titel Time Does Not Heal. Nach der Veröffentlichung eines Best-Of-Albums und dem Ausstieg von Gene Hoglan in Richtung Death löste sich die Band 1992 auf. 
1999 wurde eine Reunion geplant, es kam aber nicht dazu. 2002 schließlich reformierte sich die Band in der Besetzung Ron Rinehart (Gesang), Eric Meyer (Gitarre), Danyael Williams (Bass) und Gene Hoglan (Schlagzeug). 2005 hatte Sänger Ron Rinehart einen schweren Unfall, nach dem sich die Band erneut auflöste. Sie spielten nur Konzerte, weitere Veröffentlichungen gab es nicht.
2013 gab es zunächst Meldungen, die Band Dark Angel plane, sich mit ihrem ersten Sänger, Don Doty, zu reformieren. Im September 2013 teilte das Management von Dark Angel allerdings mit, dass die Band sich zwar zumindest zeitweise reformieren werde, allerdings ohne Doty. Stattdessen setzte sich das Line-Up aus den früheren Dark Angel-Mitgliedern Ron Rinehart (Gesang), Jim Durkin (Gitarre), Eric Meyer (Gitarre), Mike Gonzalez (Bass) und Gene Hoglan (Schlagzeug) zusammen. 2014 wolle die Band einige Festivals u. a. in den USA und Europa spielen. Anfang 2014 veröffentlichte die Band neue Proberaum-Videos, Video-Statements sowie Fotos. Gitarrist Jim Durkin starb am 8. März 2023 im Alter von 58 Jahren.

## Diskografie

### Studioalben
- 1985: We Have Arrived
- 1986: Darkness Descends
- 1989: Leave Scars
- 1991: Time Does Not Heal

### Livealben
- 1990: Live Scars

### Best-of-Kompilationen
- 1992: Decade of Chaos

### Singles
- 1986: Merciless Death

### Promo-Singles
- 1988: Welcome to the Slaughter House / We Have Arrived
- 1991: Welcome to the Slaughter House
- 1991: Act of Contrition

### Promo-Split-Singles
- 1987: Intruder: „Cover up“ (A-Seite)/Dark Angel: „Welcome to the Slaughter House“ (B-Seite)

### Demos
- 1983: Gonna Burn
- 1984: Hell’s on Its Knees
- 1984: Live Demo
- 1985: Live from Berkeley